# Железнодорожный транспорт в Ливии
Железнодорожный транспорт в Ливии

## История
Первые железные дороги в Ливии были построены итальянцами в 1912 году в ходе Итало-турецкой войны. Линии, с шириной колеи 950 мм, связывали Триполи с городами Зувара, Гарьян и Таджура. В годы итальянского владычества были построены железнодорожные ветви Бенгази — Дерна и Бенгази — Сулук. В 1942—1946 годах действовала линия 1435 мм ширины из Египта в Тобрук, проложенная англичанами для военных нужд.
Возросшая конкуренция более дешёвых и удобных автомобильных дорог привела к тому, что в 1965 году при короле Ливии Мухаммаде Идрисе все железные дороги Ливии были закрыты и разобраны.

## Перспективы
В 2000-х годах имелся ряд проектов по воссозданию железнодорожной сети в Ливии. Велось строительство железной дороги от Триполи до границы с Тунисом. Открытие линии было запланировано на 2009 год. В июне 2008 года началось строительство линии Триполи — Сирт, а 30 августа 2008 года строительные подразделения российской ОАО «РЖД» начали строительство 554-километровой линии от Сирта до Бенгази. В перспективе планировалось проложить железную дорогу вдоль всего побережья: от границы с Тунисом до границы с Египтом, а также построить транссахарскую железную дорогу в Нигер. Эти линии должны были иметь ширину колеи 1435 мм.
С началом беспорядков связанных с гражданской войной и эвакуацией сотрудников структур ОАО РЖД в Ливии «без дополнительных средств защиты» остались основные средства на 6,4 млрд руб. и запасы стоимостью 1 млрд руб. К февралю 2011 года структуры ОАО РЖД построили рельсосварочный завод, пять бетонных заводов для производства шпал, подготовили около 100 км земляного полотна и уложили 30 км пути. Это первая официальная оценка потерь монополии, которая вела в Ливии один из своих крупнейших зарубежных проектов.
Однако уже в 2016 году объявлено начало масштабного строительства железных дорог, как вдоль побережья Средиземного моря, так и в Судан.
В июне 2022 года, в связи с окончанием второй гражданской войны и последующей стабильностью, были возобновлены испытания подвижного состава между портом города Хомс и его главным вокзалом с использованием старого (предположительно) египетского оборудования.

## Железнодорожные связи со смежными странами
- Египет — нет, одинаковая ширина колеи 1435 мм.
- Тунис — нет, одинаковая ширина колеи 1435 мм.
- Алжир — нет, одинаковая ширина колеи 1435 мм.
- Судан —  нет, изменение ширины колеи с 1435 мм на 1067 мм.
- Чад — нет железных дорог.
- Нигер — нет железных дорог.